# Rumuńska nowa fala
Rumuńska nowa fala – określenie stosowane wobec fenomenu rumuńskich filmów nagradzanych na międzynarodowych festiwalach, począwszy od pierwszej dekady XXI wieku. W filmach rumuńskiej nowej fali częstym motywem jest rozrachunek z okresem totalitarnych rządów komunistycznych Nicolae Ceaușescu. Estetyka tychże filmów jest wzorowana na dziełach braci Dardenne, a celem ich twórców – jak największa autentyczność wydarzeń przedstawionych na ekranie.

Za sztandarowe dzieła rumuńskiej nowej fali uznawane są takie filmy, jak Śmierć pana Lăzărescu (2005) i Aurora (2010) Cristiego Puiu, 12:08 na wschód od Bukaresztu (2006) i Policjant, przymiotnik (2009) Corneliu Porumboiu, Papier będzie niebieski (2006) i Wtorek, po świętach (2010) Radu Munteana, Tak spędziłem koniec świata (2006) Cătălina Mitulescu, Marilena z P7 (2006) Cristiana Nemescu, 4 miesiące, 3 tygodnie i 2 dni (2007) i Za wzgórzami (2012) Cristiana Mungiu, Piknik (2008) Adriana Sitaru, Jak chcę gwizdać, to gwiżdżę (2010) Florina Șerbana, Pozycja dziecka (2013) Călina Petera Netzera oraz București, unde ești? (2014) Vlada Petriego.

Twórcy rumuńskiej nowej fali
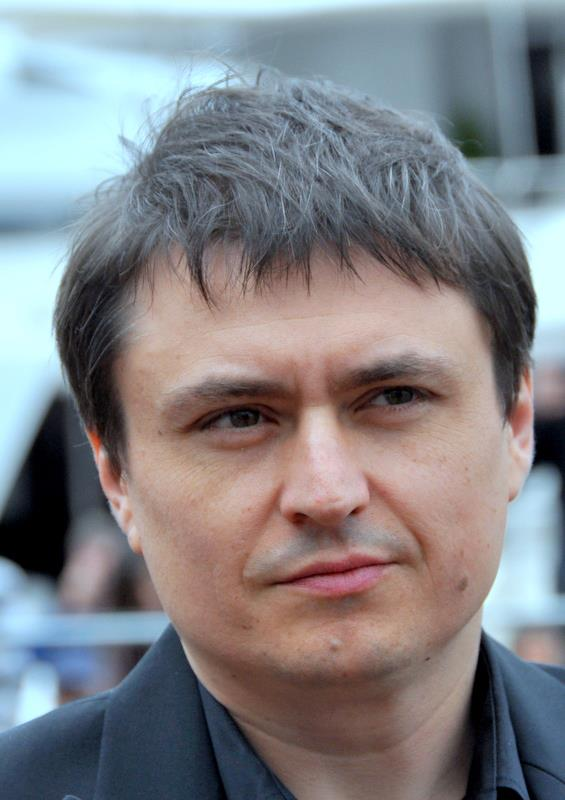
Cristian Mungiu
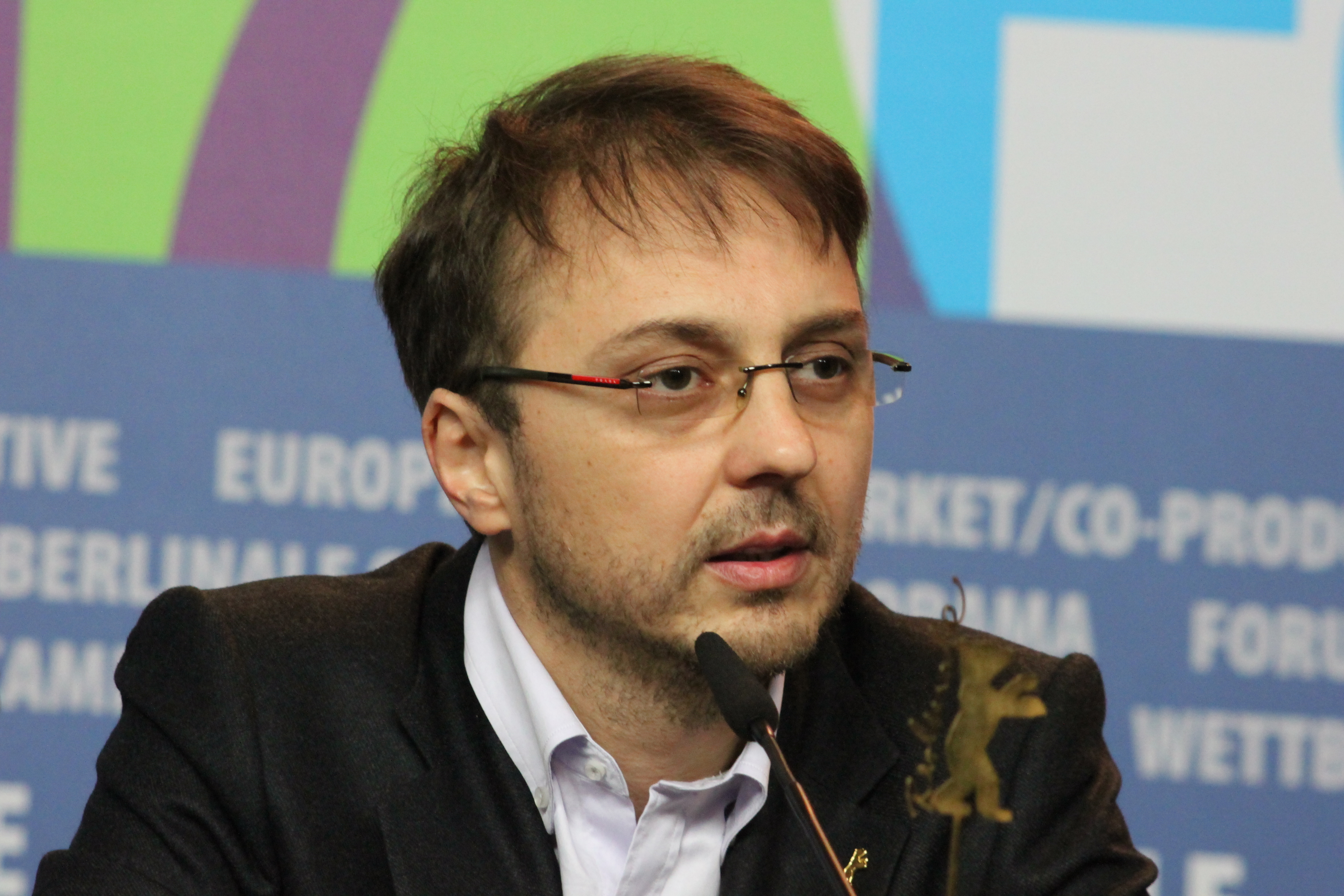
Călin Peter Netzer
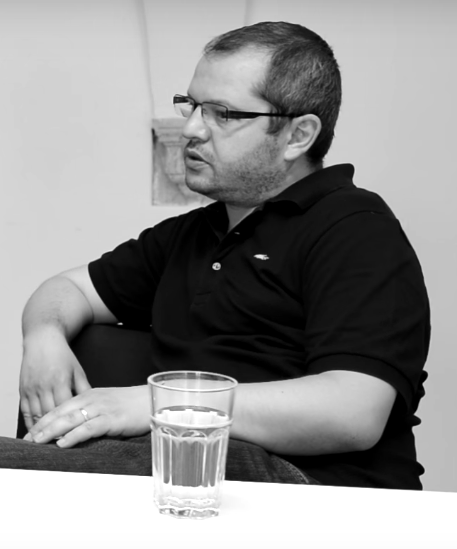
Corneliu Porumboiu
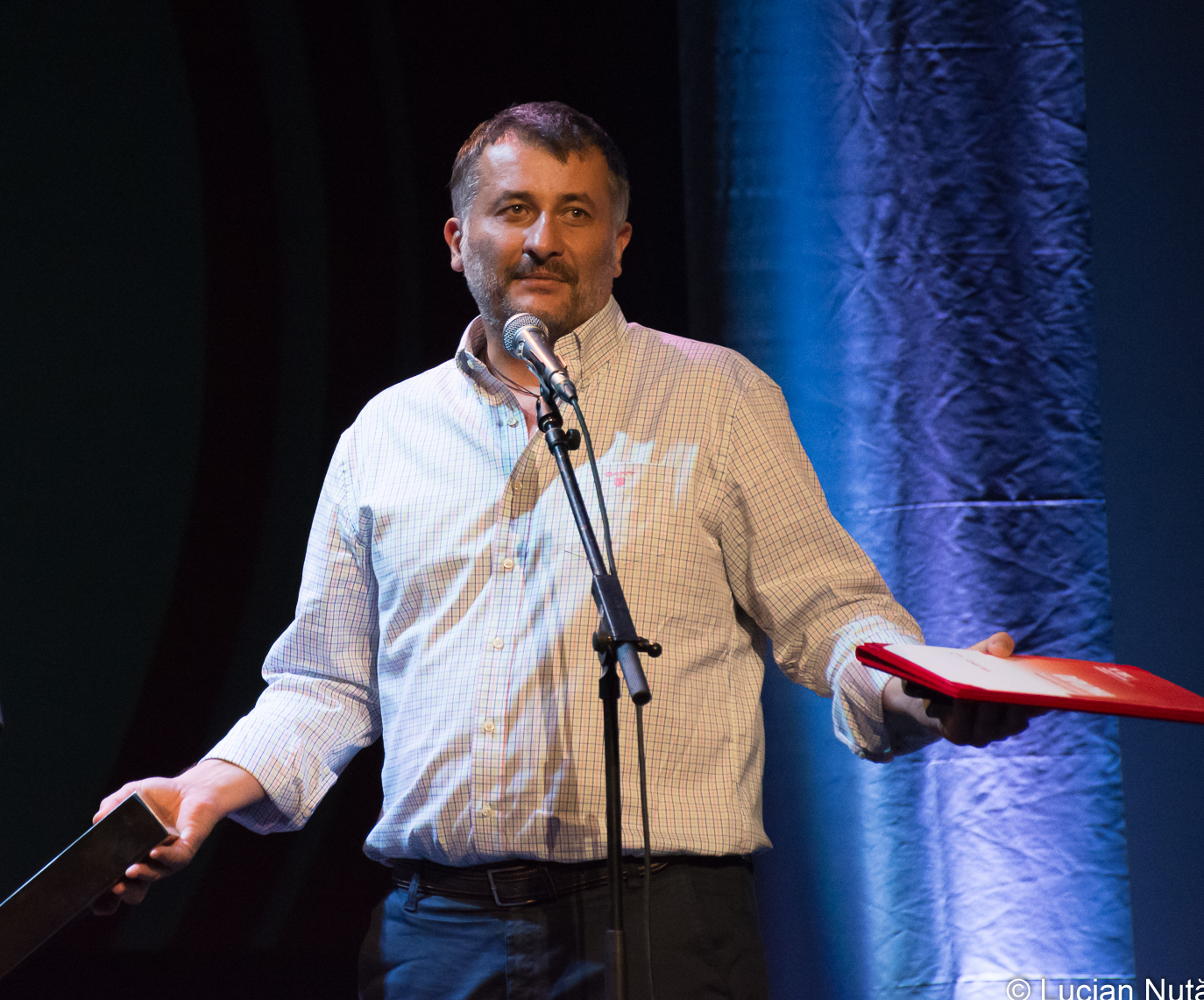
Cristi Puiu
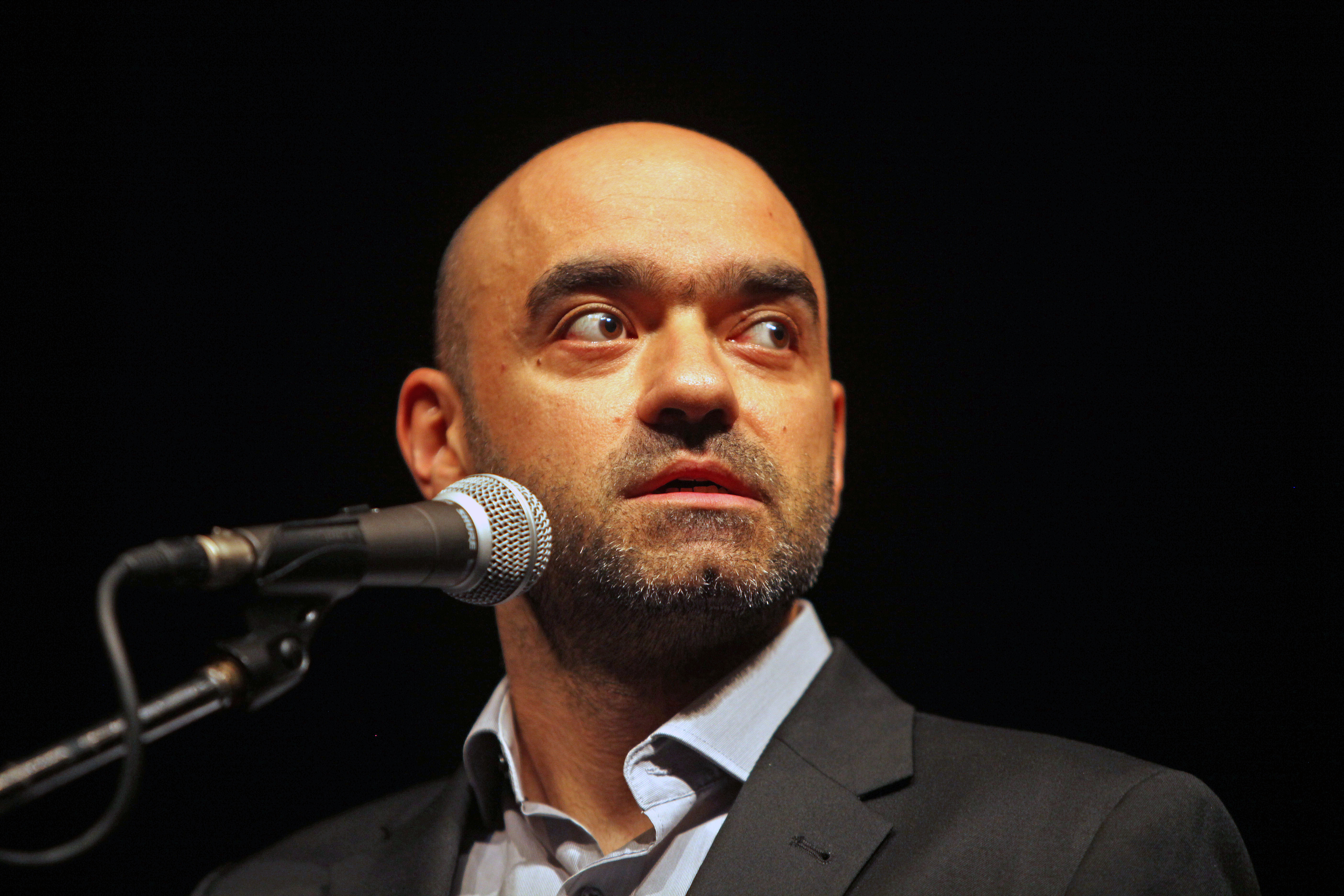
Florin Șerban